# Caye Sable
Caye Sable o  Ile Pêcheurs Tit-Gonâve (in creolo haitiano Cay Sab o Zil Pechè Tit-Lagonav)  è un'isola di Haiti situata 6 km a sud dell'isola de la Gonâve.
L'isola, che ha un diametro di 50 metri e una superficie di solo 0,16 ettari, è nota per il suo sovrappopolamento; vi risiedono infatti 250 persone, tutti pescatori, che abitano in 75 case che non hanno accesso all'acqua potabile e ai servizi igienici.
L'isola è un caye (isola corallina) raggiungibile con piccole imbarcazioni dal villaggio di Petite Anse all'estremo sud dell'isola de la Gonâve.

## Galleria d'immagini

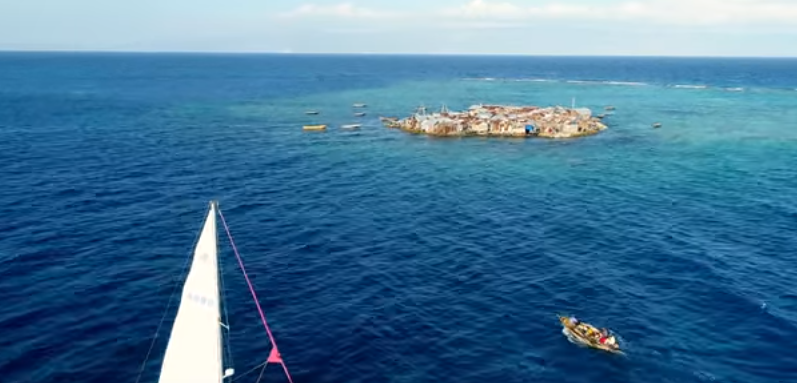
Vista di Caye Sable dal drone
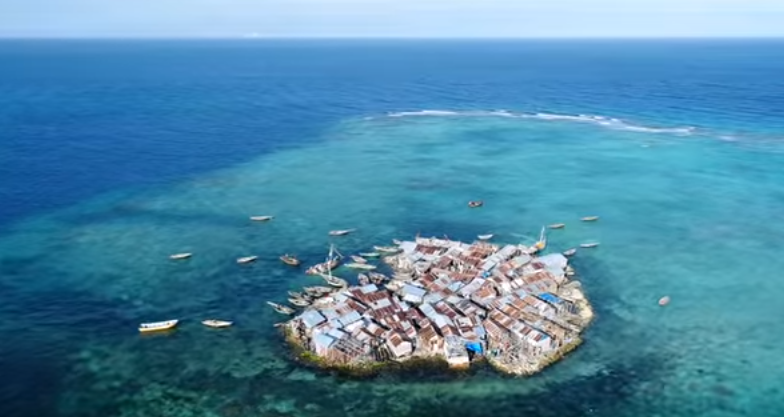
Vista di Caye Sable dal drone
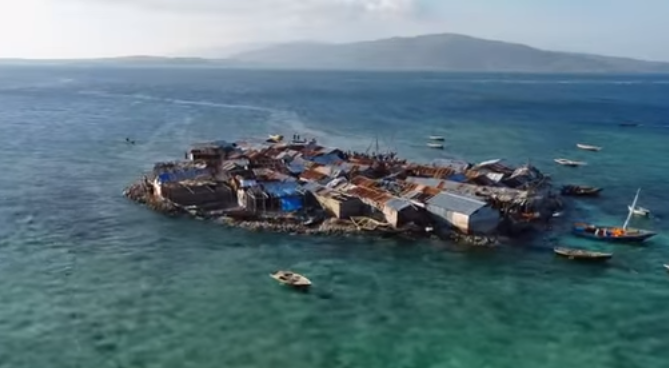
Vista di Caye Sable dal drone con l'Isola de la Gonâve sullo sfondo
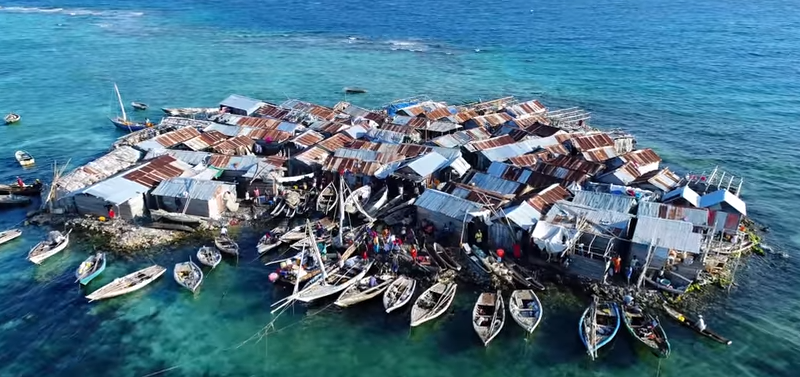
Vista ravvicinata dell'isola
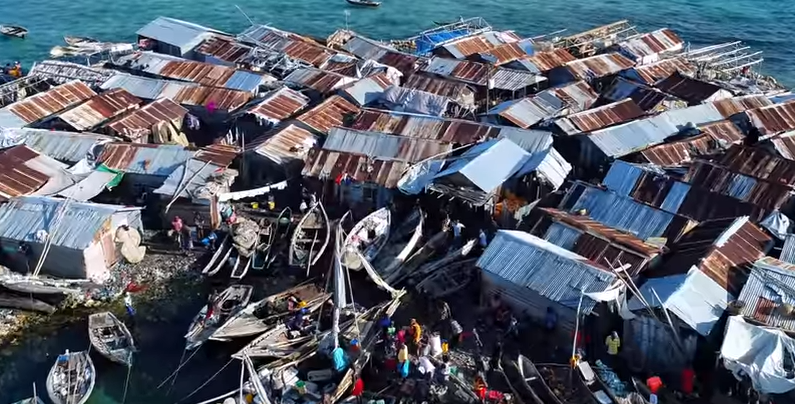
Particolare della piccola zona di attracco, congestionata di barche
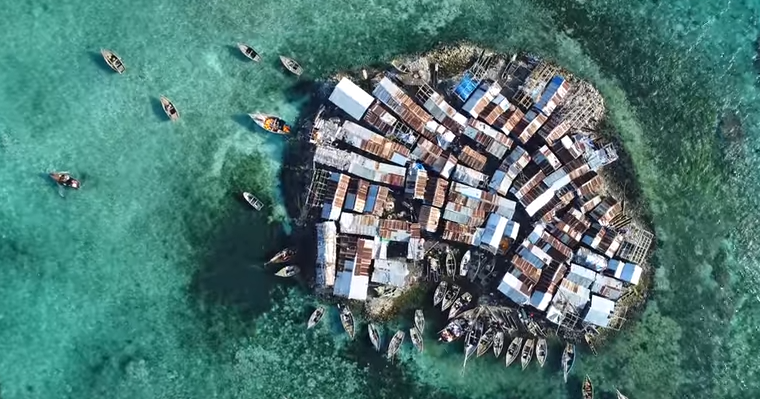
Vista di Caye Sable dal drone
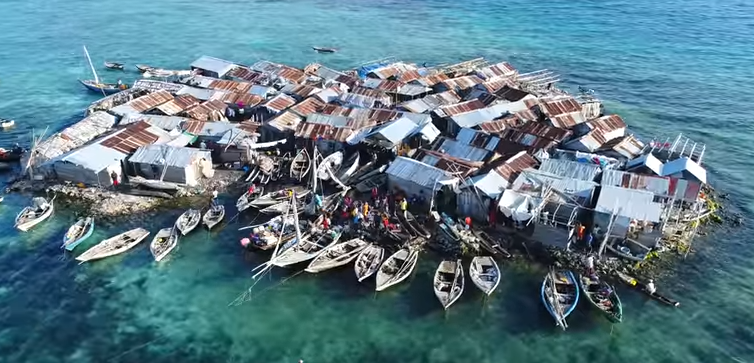
Vista di Caye Sable dal drone
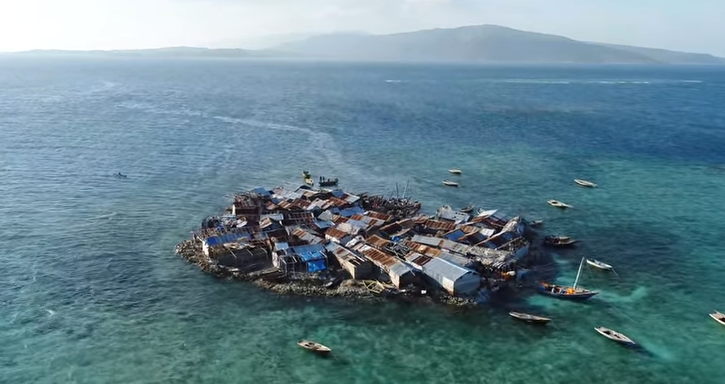
Vista di Caye Sable dal drone con l'Isola de la Gonâve sullo sfondo